# Główna Biblioteka Judaistyczna
Główna Biblioteka Judaistyczna lub Centralna Biblioteka Judaistyczna – nieistniejąca obecnie biblioteka gromadząca zbiory związane z judaizmem i historią Żydów w Polsce.

## Historia
Została założona w latach 1879–1880 jako biblioteka Wielkiej Synagogi w Warszawie z inicjatywy Ludwika Natansona, który pomysł jej założenia przedstawił już w 1860. Środki na założenie biblioteki zostały zebrane w drodze zbiórki publicznej. W dalszym istnieniu wspomagały ją zarówno osoby prywatne, jak i komitet synagogi. Przez wiele lat, aż do 1914 działała przy bibliotece Komisja Historyczna, której zadaniem było pozyskiwanie zbiorów, to jest głównie dokumentów archiwalnych kahałów i rozmaitych rękopisów. Pracami tej komisji kierował Samuel Poznański. Wieloletnim bibliotekarzem był Mojżesz Moszkowski.
W 1927 z inicjatywy Mojżesza Schorra rozpoczęto prace zmierzające do wybudowania nowej siedziby biblioteki. Nowy gmach został wzniesiony w latach 1928–1936 przy ul. Tłomackie 3/5 według projektu Edwarda Ebera. Swoją siedzibę miał w nim także Instytut Nauk Judaistycznych. Gmach został zaprojektowany w stylu zmodernizowanego historyzmu (półmodernizmu) i nawiązywał do znajdującej się obok Wielkiej Synagogi.
Od listopada 1940 do marca 1942 (II wojna światowa) budynek znajdował się w granicach warszawskiego getta. Mieściły się w nim kolejno: siedziba Żydowskiej Samopomocy Społecznej, punkt etapowy dla Żydów wysiedlonych z Niemiec i magazyn mebli zrabowanych w getcie. Przetrwał, choć uszkodzony, zarówno powstanie w getcie warszawskim, jak i powstanie warszawskie. Zbiory biblioteki zostały zrabowane przez Niemców. Po wojnie ich część udało się odzyskać (według innego źródła biblioteka utraciła 100% swoich zbiorów, tj. 40 tys. jednostek). 
16 maja 1943, po wysadzeniu Wielkiej Synagogi, w budynku wybuchł pożar, czego pamiątką są ślady w posadzce w holu na parterze. Do przywrócenia nazwy ul. Tłomackie w latach 80. XX wieku budynek miał adres al. Świerczewskiego 79.
Fragment getta, w którym w latach 1940–1942 znajdowały się m.in. Biblioteka i Wielka Synagoga, upamiętnia od 2008 jeden z pomników granic getta przy ul. Bielańskiej, róg ul. A. Corazziego. W maju 2016 nad głównym wejściem do budynku odtworzono przedwojenny napis Główna Biblioteka Judaistyczna w języku polskim i języku hebrajskim.
Obecnie w dawnym budynku biblioteki mieści się Żydowski Instytut Historyczny. Działalność Głównej Biblioteki Judaistycznej jest kontynuowana przez portal internetowy Centralna Biblioteka Judaistyczna.

## Galeria

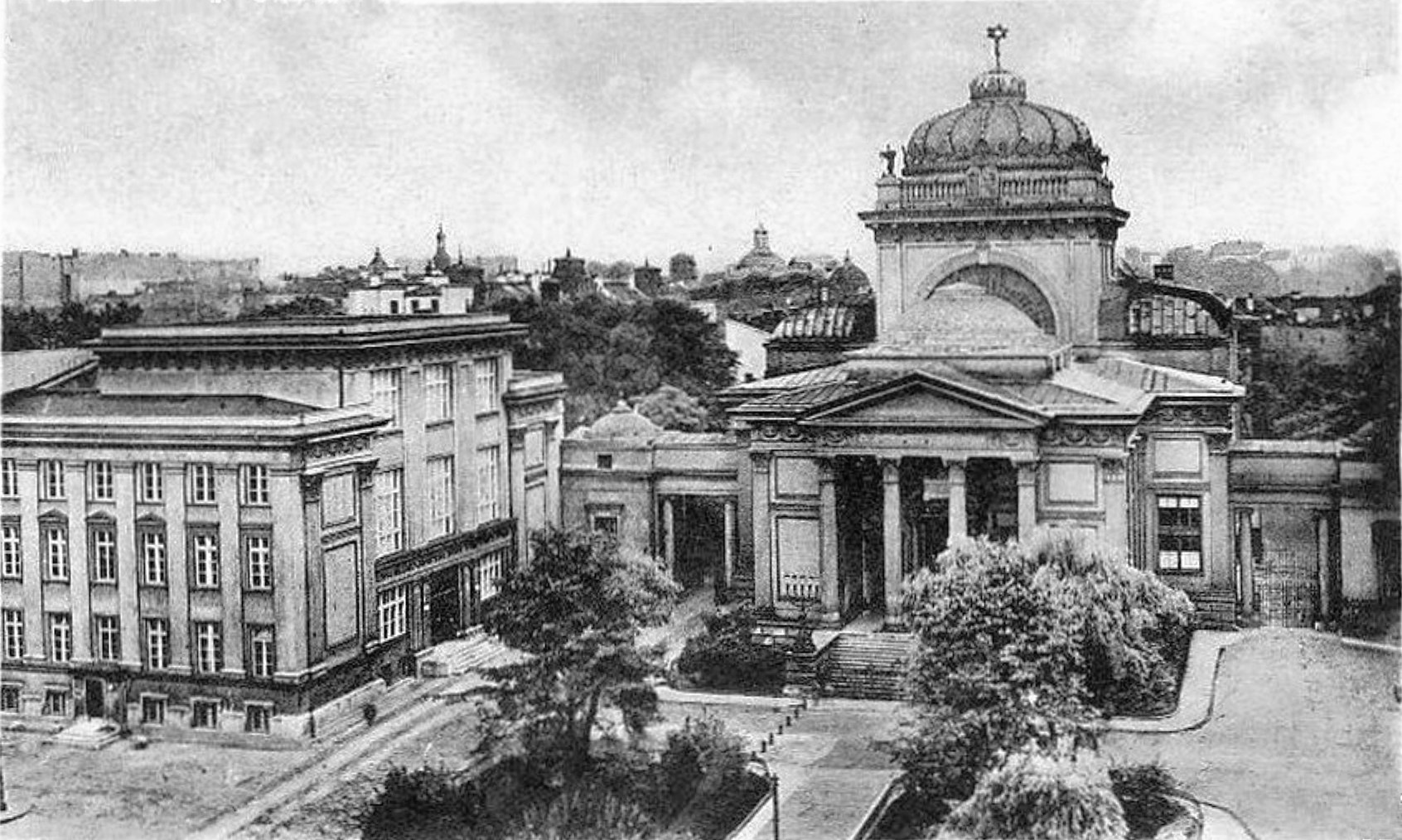
Główna Biblioteka Judaistyczna. Po prawej Wielka Synagoga, ok. 1939
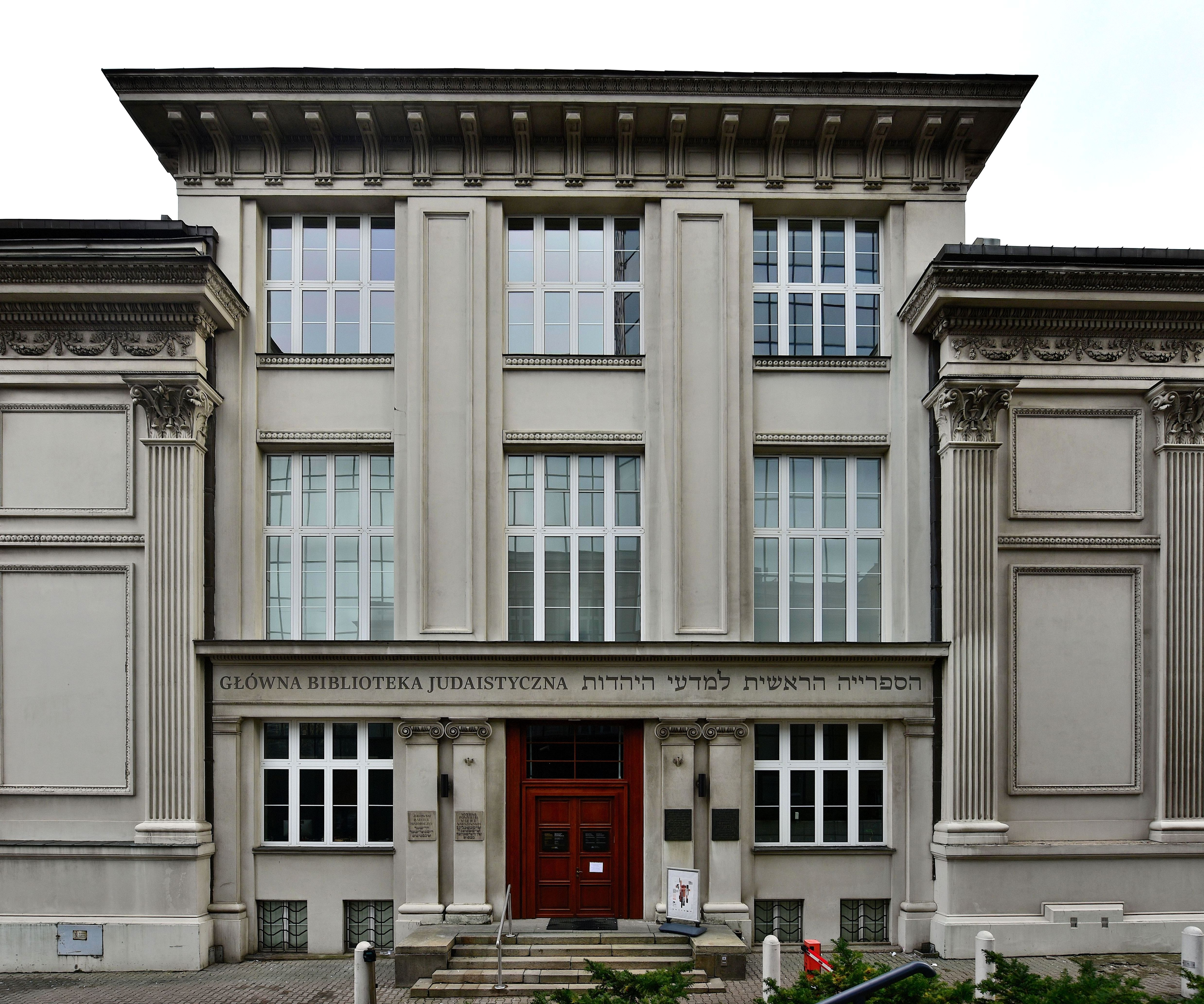
Fasada budynku. Widoczny napis w jęz. polskim i jęz. hebrajskim odtworzony w 2016
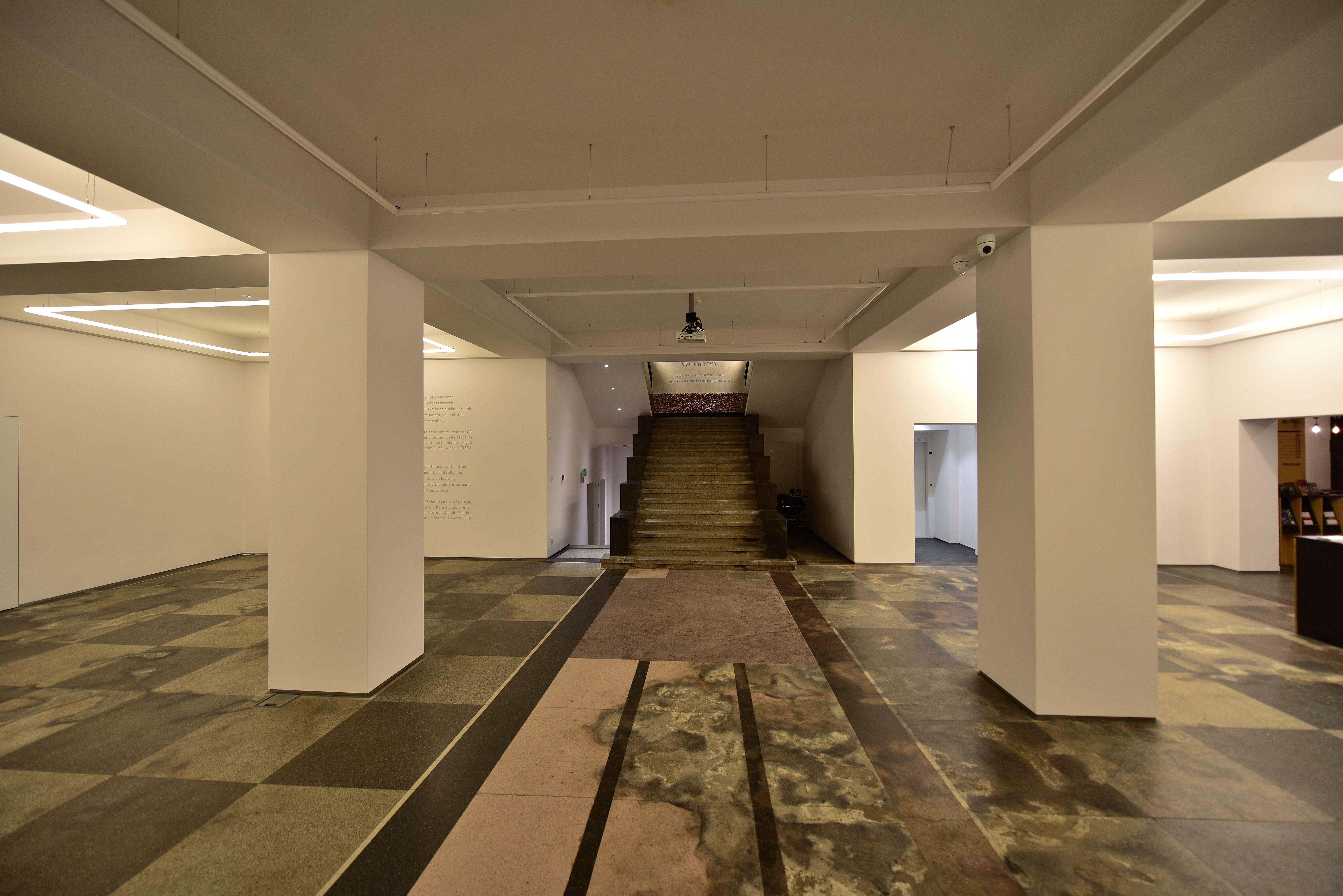
Posadzka w holu na parterze z wciąż widocznymi śladami pożaru w 1943